# Menifee (Kalifornija)
Menifee je grad u američkoj saveznoj državi Kalifornija. Prema popisu stanovništva iz 2010. u njemu je živjelo 77.519 stanovnika.